# NHK特集 シルクロード
『NHK特集 シルクロード』（エヌエイチケイとくしゅう シルクロード）は、NHK総合テレビジョンの『NHK特集』で1980年代前半と1988年から1989年に、毎月1回放送されたシリーズ・ドキュメンタリー。
本項目では、以下についても記載する。
- もうひとつのシルクロード - 1981年にNHK総合テレビジョンで放送され、2011年4月5日からNHK BSプレミアムで放送された。
- 海のシルクロード - 1988年にNHK特集にて放送された。
- シルクロード 壮大な旅50万キロ - 1989年に『NHKスペシャル』にて放送された。

## 概要
1979年から1980年にかけ取材し、NHKと中国中央電視台により中国・西安を出発点に、中国領内シルクロードの共同取材が行われ、全12回シリーズ『日中共同制作シルクロード 絲綢之路』 が、1980年4月から1年間放送された。
中国以西の取材に向け数年間交渉し、さらにインド・ユーラシア大陸（中央アジア）・アナトリア半島・地中海からローマへ至る道を紹介した『シルクロード第2部 ローマへの道』が製作され、全18回が1983年4月から1984年9月までシリーズ放送された。
特に外国メディアにより、中国領土内のシルクロードの取材が認められたのは、この番組が初めてで、大きな関心と反響を呼んだ。またソビエト連邦のアフガニスタン侵攻によりアフガニスタン取材が不可能であったことやイラン革命後まもないイラン、イラン・イラク戦争当時のイラン・イラク両国の取材など、歴史紀行番組ではあるが当時の国際情勢も反映していた。
井上靖、司馬遼太郎、陳舜臣、加藤九祚等の作家・東洋学者が、現地でゲスト登場した回もあり、各自紀行記を下記の関連書籍に執筆した。それらは多数重版している。
1980年代以降のいわゆる「シルクロードブーム」は、この番組が火付け役となった。また総集編（前編・後編）で放映された。何度もビデオ化され、様々なソフトで出された。
2005年の放送80年記念事業の一環として、それをデジタルリマスターリングする作業が行われ、NHKスペシャル「新シルクロード」の放送に併せ、番組放映された。リマスター版でのDVDセットも販売されている。
2019年9月、NHK BS4Kの『4Kでよみがえるあの番組』内で超高精細の4K画質変換と映像修復を施した4Kリマスター版が初放送された。初回放送は第2部・ローマへの道の「キャラバンは西へ 〜再現・古代隊商の旅〜」。同年11月にはNHK総合テレビジョンにて2Kに再変換の上放送された。2021年以降は順次第2部の4Kリマスター版を製作、セレクション放送枠ではあるが平日の18:00より2KチャンネルのNHK BSプレミアムとのサイマル放送も開始された。
4K版の製作に伴い、NHK BSプレミアムでは第1部・全12集のリマスター版が同年8月に放送された。
番組ナレーションは石坂浩二、音楽は喜多郎が担当した。喜多郎は本番組の音楽が評価され、第18回ギャラクシー賞・選奨を受賞。

### シルクロード　絲綢之路（全12集）
1. 遙かなり長安（1980年4月7日）
2. 黄河を越えて 〜河西回廊1000キロ〜（1980年5月5日）
3. 敦煌（1980年6月2日）
4. 幻の黒水城（1980年7月7日）
5. 楼蘭王国を掘る（1980年8月4日）
6. 流砂の道 〜西域南道2000キロ〜（1980年9月1日）
7. 砂漠の民 〜ウイグルのオアシス・ホータン〜（1980年10月6日）
8. 熱砂のオアシス トルファン（1980年11月3日）
9. 天山を貫く 〜南彊鉄道〜（1980年12月1日）
10. 天山南路 音楽の旅（1981年1月5日）
11. 天馬のふるさと 〜天山北路〜（1981年2月2日）
12. 民族の十字路 〜カシュガルからパミールへ〜（1981年3月2日）

### シルクロード第2部　ローマへの道（全18集）
1. パミールを越えて（1983年4月4日）
2. 覇王の道（1983年5月2日）
3. 秘境ラダック（1983年6月6日）
4. 玄奘三蔵・天竺の旅（1983年7月4日）
5. 炎熱・イラン南道（1983年8月1日）
6. 砂漠とコーラン（1983年9月5日）
7. バグダッドの彼方へ（1983年10月3日）
8. 湖底に消えた道 〜幻のイシククル湖に潜る〜（1983年11月7日）
9. 大草原をゆく（1983年12月5日）
10. はるかなる大宛 〜天馬を求めて〜（1984年1月9日）
11. 消えた隊商の民 〜ソグド商人を探す〜（1984年2月6日）
12. 草原の王都 〜サマルカンド・ブハラ〜（1984年3月5日）
13. 灼熱 黒砂漠 〜さいはての仏を求めて〜（1984年4月2日）
14. 絹と十字架 〜コーカサスを越えて〜（1984年5月7日）
15. キャラバンは西へ 〜再現・古代隊商の旅〜（1984年6月4日）
16. 騎馬の道はるか（1984年7月2日）
17. アジアの果て 絹の町（1984年8月20日）
18. すべての道はローマに通ず（1984年9月3日）

## もうひとつのシルクロード
1981年4月から9月にかけ、『NHK特集 シルクロード　第1部』で取材した全映像素材を、新たな視点で30分番組に再編集し、24本が総合テレビで放送された。本編と同様、石坂浩二がナレーションを、喜多郎が音楽を担当した。
2011年4月から10月にかけてデジタルリマスターしたものが、BSプレミアムで放送された。
内容は本編とは異なり、テーマ別（自然編・詩編・民族編・敦煌編・オアシス点描・文物編）である。

### 放送作品
1. 自然編・黄河上流をいく
2. 同・ゴビの荒野
3. 同・ロプ・ノールの謎
4. 同・タクラマカン砂漠－崑崙から天山へ
5. 詩編・旅情
6. 詩編・戦火
7. 民族編・多民族の道
8. 同・オアシスの民 ウイグル族
9. 同・騎馬民族の子孫 ハザック
10. 同・国境の民族－キルギスとタジク
11. 敦煌編・砂漠の大画廊
12. 同・西域のかおり
13. 同・印象の窟 塑像
14. 同・執念の美 壁画
15. 同・17窟の謎
16. オアシス点描 SL爆走　2500キロ
17. 同・風と砂と人と－現代西域南道
18. 同・草原の道－現代天山北路
19. 同・熱砂の道－現代天山南路
20. 文物編・地下からのメッセージ
21. 同・ミイラの微笑
22. 同・王国を探る
23. 同・流出文物を訪ねて－アメリカ・西ドイツ・スウェーデン
24. 同・流出文物を訪ねて－イギリス・フランス・ソビエト

### 放送時間
いずれも日本標準時（JST）。

#### 総合テレビ（1981年）
- 水曜日 22:00 - 23:00[5]

#### BSプレミアム（2011年）
本放送
- 火曜日 18:00 - 18:30[6]

再放送
- 月曜日 1:30 - 2:00（日曜日深夜）[6]
- 月曜日 12:30 - 13:00[6]

## 海のシルクロード
1988年に第3部として『海のシルクロード』全12回が、同年4月から1989年3月まで放送された。第1部・第2部が中国西安から陸路ローマに向かう旅であったことから、第3部では地中海から西安に、海路にて往くというコンセプトで製作されている。ナレーションは伊武雅刀、音楽はS.E.N.S.（センス）が担当した。
なお同年に奈良公園周辺で「ならシルクロード博覧会」も開催された。

### 放送作品
序章 波濤を越えて（1988年4月23日）
1. 海底からの出発（1988年4月24日）
2. ナイル・熱砂の海道（1988年5月29日）
3. ハッピー・アラビア（1988年6月26日）
4. 帆走・シンドバッドの船（1988年7月31日）
5. 十字架の冒険者（1988年8月28日）
6. インド胡椒海岸（1988年10月2日）
7. 仏陀と宝石（1988年10月30日）
8. 黄金半島を越える（1988年11月27日）
9. 海道の王国（1988年12月25日）
10. 中国の門（1989年1月29日）
11. ジャンク 海都をいく（1989年2月26日）
12. 長安に還る 〜遥かなる長江の道〜（1989年3月26日）

## シルクロード 壮大な旅50万キロ
『シルクロード』および『海のシルクロード』のハイライト（総集）版で、1989年夏に『NHKスペシャル』で3夜連続で放送された。
1. 蒼茫北路（1989年8月14日、22:00 - 23:30） - ナレーション：石坂浩二、音楽：喜多郎
2. 流砂南道（1989年8月15日、22:30 - 0:00） - ナレーション：石坂浩二、音楽：喜多郎
 上記の初回放送は1985年正月の『NHK特集』
3. 海路帆走（1989年8月16日、22:00 - 23:30） - ナレーション：伊武雅刀、音楽：S.E.N.S.（センス）

## 関連出版
- 『シルクロード 絲綢之路』 全6巻、日本放送出版協会、1980年 - 1981年。 NCID BN00984925。
  - 『長安から河西回廊へ』〈シルクロード絲綢之路 第1巻〉1980年4月10日。NDLJP:12173573。
  - 『敦煌：砂漠の大画廊』〈シルクロード絲綢之路 第2巻〉1980年6月1日。NDLJP:12173576。
  - 『幻の楼蘭・黒水城』〈シルクロード絲綢之路 第3巻〉1980年8月20日。NDLJP:12173657。
  - 『流砂の道：西域南道を行く』〈シルクロード絲綢之路 第4巻〉1980年10月10日。NDLJP:12173801。
  - 『天山南路の旅：トルファンからクチャへ』〈シルクロード絲綢之路 第5巻〉1981年1月10日。NDLJP:12173800。
  - 『民族の十字路 : イリ・カシュガル』〈シルクロード絲綢之路 第6巻〉1981年3月10日。NDLJP:12173655。
- NHK取材班 編『写真集シルクロード：絲綢之路』 全3巻、日本放送出版協会、1981年。 NCID BN00986476。 - 担当は大塚清吾・大村次郷ほか
  - 『長安・河西回廊・敦煌』〈1〉1981年4月20日。NDLJP:12173580。
  - 『天山南路・天山北路』〈2〉1981年5月20日。NDLJP:12173720。
  - 『西域南道』〈3〉1981年6月20日。NDLJP:12173579。
- 『シルクロード ローマへの道』 全6巻、日本放送出版協会、1983年 - 1984年。 NCID BN00789205。
  - 『パミールを越えて：パキスタン・インド』〈シルクロードローマへの道 第7巻〉1983年3月31日。NDLJP:12173660。
  - 『コーランの世界：イラン・イラク』〈シルクロードローマへの道 第8巻〉1983年9月1日。NDLJP:12173661。
  - 『大草原をゆく：ソビエト1』〈シルクロードローマへの道 第9巻〉1983年12月20日。NDLJP:12173804。
  - 『アジア最深部：ソビエト2』〈シルクロードローマへの道 第10巻〉1984年4月10日。NDLJP:12173725。
  - 『騎馬・隊商の道：コーカサス・シリア・トルコ』〈シルクロードローマへの道 第11巻〉1984年8月1日。NDLJP:12173724。
  - 『すべての道はローマに通ず：イスタンブール・ギリシャ・イタリア』〈シルクロードローマへの道 第12巻〉1984年10月10日。NDLJP:12173803。[注 2]。
- NHK取材班 編『写真集シルクロード：ローマへの道』 全3巻、日本放送出版協会、1983年 - 1984年。 NCID BN00986727。 - 担当は大塚清吾・飯田隆夫ほか
  - 『パキスタン・インド・イラン・イラク』〈4〉1983年12月1日。NDLJP:12166984。
  - 『ソビエト〜中央アジア』〈5〉1984年7月1日。NDLJP:12173659。
  - 『コーカサス・シリア・トルコ・ギリシャ・イタリア』〈6〉1984年12月1日。NDLJP:12173662。
- 『NHKシルクロード　絲綢之路』『NHKシルクロード　ローマへの道』〈新コンパクト・シリーズ〉日本放送出版協会、1988-89年。
 ※各・全6巻で上記の新書版（以下も各・日本放送出版協会）
- 『NHK 海のシルクロード』（全6巻）、1988-89年。NCID BN02504918
- 『写真集　NHK海のシルクロード』（全4巻）、1988-89年。NCID BN02592063
- 『愛蔵版 写真集　NHK シルクロード・大黄河・海のシルクロード』（全12巻）、1997年。NCID BA36751144

### 後年の関連出版（一部）
- 大塚清吾『敦煌撮影記　シリーズ旅の本箱』岩波書店、1994年
- 鈴木肇『悠々シルクロード』集英社、1999年
- 大塚清吾『シルクロード　飛天の舞いに魅せられて』大修館書店、1999年
- 大村次郷『シルクロード　歴史と今がわかる事典』岩波ジュニア新書、2010年
- 中村清次『シルクロード　流沙に消えた西域三十六か国』新潮新書、2021年[8] - 以上はスタッフ
- 本村凌二・蔀勇造ほか『NHKスペシャル 文明の道（3） 海と陸のシルクロード』日本放送出版協会、2003年
- 劉東波『井上靖とシルクロード　西域物の誕生と展開』七月社、2020年
- 榎本泰子『「敦煌」と日本人　シルクロードにたどる戦後の日中関係』中公選書、2021年